# Lella Lombardi
Maria Grazia „Lella“ Lombardi (26. března 1941 Frugaloro, Piemont – 3. března 1992 Milán) byla italská automobilová závodnice. Je jednou ze dvou jezdkyň, které se kvalifikovaly do závodu Formule 1 a jako doposud jediná žena získala body v Grand Prix, když ve velké ceně Španělska v roce 1975 dojela na šestém místě.

## Život

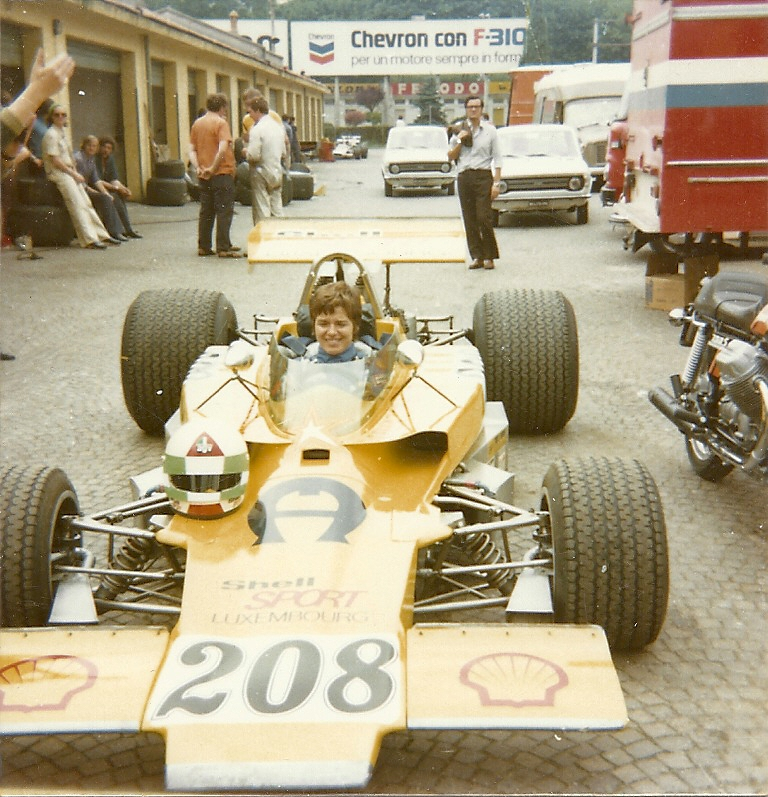
Lella Lombardi na závodech Formule 5000 Monza

Její otec byl řezník v malém městečku Frugaloro v Piemontské oblasti. Lella se naučila řídit auto už ve věku 13 let a po získání řidičského průkazu rozvážela v otcově dodávce zboží po okolních městech. Chtěla se stát automobilovou závodnicí. V dílně svého známého, který jezdil závody rallye, pomáhala s údržbou vozů a časem postoupila na místo spolujezdkyně. Na splátky si koupila svůj první závodní vůz, se kterým se v roce 1965 zúčastnila závodu na autodromu v Monze. Závodění se začala věnovat profesionálně. V roce 1968 skončila na druhém místě v závodě formule 3 a v roce 1970 získala titul italského šampiona Formule 850. O rok později se stala šampionkou ve voze Formule Ford Mexico. Připojila se k týmu ShellSport/Radio Luxembourg a roku 1974 se s vozem Lola umístila na pátém místě ve Formuli 5000.

### Formule 1

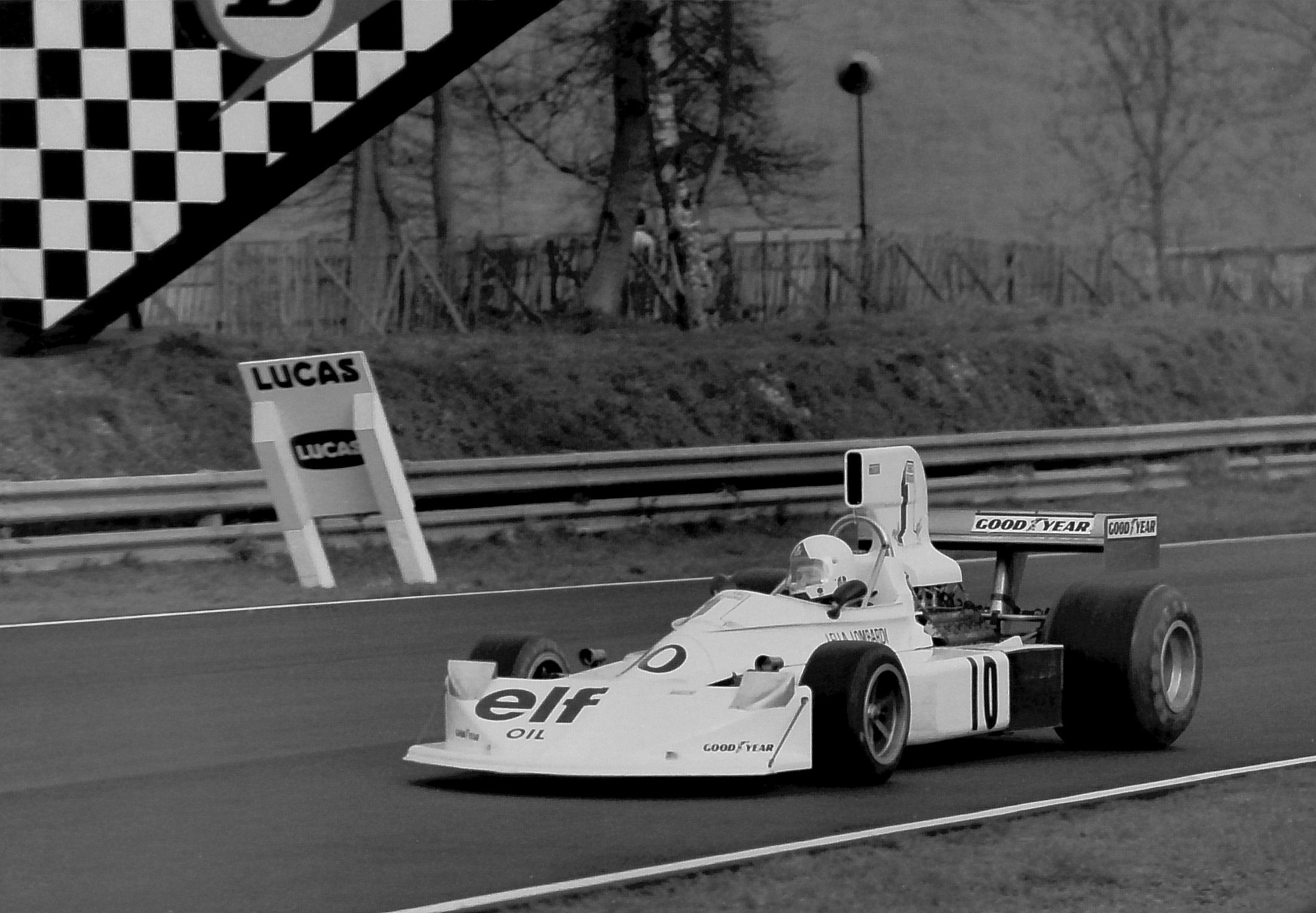
Lella Lombardi ve voze March 751 na závodě šampionů 1975

V roce 1974 vstoupila do závodů Formule 1, když se ve voze Brabham BT42 neúspěšně pokusila kvalifikovat do Grand Prix Velké Británie na závodním okruhu v Brands Hatch. Během tréninku na tento první závod nezískala dostatek bodů ke kvalifikaci a dosáhla až 29. času. Její vstup do Formule 1 sponzoroval italský šlechtic hrabě Vittorio Zanone, majitel společnosti Lavazza. Jean Moselyová, manželka majitele závodní stáje Marche, přesvědčila Maxe Moselyho, aby Lelle Lombardi dal příležitost. V následujícím roce se zúčastnila 12 závodů jako členka týmu March engineering. Po Marii Terese de Filippis se stala druhou ženou v historii, která se kvalifikovala na start ve Formuli 1. Stalo se tak na zahajovacím závodě série v Jižní Africe. Kvůli poruše palivového systému musela odstoupit ve dvacátém třetím kole.  Nezapomenutelný úspěch dosáhla 27. dubna 1975 ve Velké ceně Španělska v Barceloně, když jako první a doposud jediná žena bodovala ve Formuli 1. V předčasně skončeném závodě dojela na šestém místě a získala půl bodu. Ve své poslední Gran Prix v Rakousku v roce 1976 dojela na 12. místě. Lella Lombardi se zúčastnila celkem 17 Grand Prix Formule 1, dokázala12krát postoupit do závodu s bilancí 0,5 bodu v cíli, 6 umístění, 5 odstoupení a dokončila 363 kol.

### Závěr kariéry
Po roce 1976 definitivně Formuli 1 opustila a věnovala se jízdě ve sportovních automobilech. Účastnila se závodu Firecracker 400 NASCAR na okruhu Daytona International Speedway na Floridě v roce 1977. Dávala však přednost Evropě a hlavně Itálii, kde spolupracovala s Osellou a Alfou Romeo. V roce 1979 vyhrála v jejich vozech dva šestihodinové závody na okruhu v Perguse a Vallelunze. V roce 1981 vyhráli také šestihodinový závod v Mugellu.
Čtyřikrát startovala také ve vytrvalostním závodě 24 hodin Le Mans:
| Rok  | Tým                   | Spolujezdci            | Vůz                       | Třída | Počet kol | Pozice | Klasifikace |
| ---- | --------------------- | ---------------------- | ------------------------- | ----- | --------- | ------ | ----------- |
| 1975 | Elf Switzerland       | Marie-Claude Carmasson | Renault Alpine A441       | S 2.0 | 20        | DNF    | závada      |
| 1976 | Aseptogyl             | Christine Dacremont    | Lancia Stratos-Ferrari    | GTP   | 265       | 20.    | 2nd         |
| 1977 | Inaltera              | Christine Beckers      | Inaltera LM-Ford Cosworth | S 2.0 | 279       | 11.    | 4.          |
| 1980 | Scuderia Torino Corse | Mark Thatcher          | Osella PA8-BMW            | S 2.0 | 157       | DNF    | nehoda      |

V letech 1982 až 1984 se Lella Lombardiová soustředila na evropský šampionát cestovních vozů. V roce 1982 zaznamenala četná vítězství s vozem Alfa Romeo ve skupině A GTV6 spolu s řadou spolujezdců. V roce 1987 závodila s vozem Ford Sierra RS Cosworth. 
V roce 1988 ukončila aktivní závodní kariéru a o rok později založila svůj vlastní závodní tým Lella Lombardi Autosport.
Novináři jí přezdívali Tygřice z Turína. Jejím jediným zájmem, kromě rybaření, byly automobilové závody. Tomu pořídila vše. Byla samotářka, nezajímala se o módu, obvykle nosila kalhoty a trička.  Otevřeně přiznávala svou homosexuální orientaci. Od roku 1985 bojovala s rakovinou prsu. Zemřela ve věku 50 let dne 3. března 1992 v přítomnosti své dlouholeté partnerky Fiorenzy na klinice San Camillo v Miláně. Je pohřbena ve svém rodném městě Frugaloro.